# Вила-да-Понте (Монталегре)
Вила-да-Понте (порт. Vila da Ponte) — населённый пункт и район в Португалии, входит в округ Вила-Реал. Является составной частью муниципалитета Монталегре. По старому административному делению входил в провинцию Траз-уж-Монтиш и Алту-Дору. Входит в экономико-статистический субрегион Алту-Траз-уш-Монтеш, который входит в Северный регион. Население составляет 255 человек на 2001 год. Занимает площадь 10,73 км².